# Macarie (fille d'Hadès)
Pour les articles homonymes, voir Macaria.
Dans la mythologie grecque, Macarie ou Macaria (en grec ancien Μακαρία / Makaría), fille d'Hadès, est une déesse de la mort « heureuse ». Elle est uniquement citée par la Souda, un lexique byzantin tardif (Xe – XIe siècle), ce qui rend son ancienneté peu assurée. Son nom signifie littéralement « bonheur », « béatitude ».
Macarie serait la fille d'Hadès, donc la déesse de la mort. Mais contrairement à Perséphone qui l’est aussi, Macaria incarne la mort heureuse, tranquille et paisible. Elle concerne davantage les êtres en quête de béatitude extrême, que seule la mort peut assurer. Elle apparaît dans la notice de la Souda qui cite d'ailleurs l'expression βάλλ' ἐς μακαρίαν / báll’ es makarían, « aller à la béatitude », utilisée comme euphémisme pour « mourir » ; ou bien μακαρῖται / makarîtai, les « bienheureux », pour désigner les morts eux-mêmes. Cette racine se retrouve d'ailleurs dans les μακάρων νῆσοι / makárōn nêsoi, « îles des Bienheureux » ou « îles Fortunées », déjà décrites par Pindare (Ve siècle av. J.-C.) comme un havre de repos où séjournaient les âmes défuntes (IIe Olympique). Macaria (celle qui est la fille d’Hadès) serait alors la contrepartie bénéfique de Thanatos, synonyme de destruction.

## Source
- (en + grc) Souda (lire en ligne) (s.v. Μακαρία).